# Action résolutoire en droit civil français
L'Action résolutoire est, en droit français, l'action judiciaire par laquelle toute partie attenante à un contrat peut en demander l'annulation en cas d'inexécution de son obligation par l'un des cocontractants. Par exemple pour un contrat de vente, le non-paiement du prix de vente.

## Distinction avec d'autres mécanismes d'anéantissement du contrat de droit civil français
L'action en nullité:
Bien que l'action résolutoire et l'action en nullité produisent les mêmes effets, c'est-à-dire un anéantissement rétroactif du contrat, elles sont fondamentalement distinctes. L'action résolutoire est fondée sur la non-exécution d'une ou plusieurs de ses obligations par l'un des cocontractants alors que l'action en nullité est fondée sur le défaut du contrat à l'une de ses conditions essentielles de validité (capacité des parties, consentement des parties, objet certain, cause licite).
L'action en résiliation:
Cette action se distingue de l'action résolutoire par ses effets car elle ne constitue qu'un anéantissement pour l'avenir du contrat. Elle est généralement utilisée pour anéantir un contrat qui de par sa nature ne peut être résolu (ex: contrat de location).